# Peoa, Utah
Peoa, Utah (енгл. Peoa) насељено је место без административног статуса у америчкој савезној држави Јута.

## Демографија
По попису из 2010. године број становника је 253.
| Група             | 2000.    | 2010.       |
| Белци             | 0 (0,0%) | 224 (88,5%) |
| Афроамериканци    | 0 (0,0%) | 0 (0,0%)    |
| Азијати           | 0 (0,0%) | 2 (0,8%)    |
| Хиспаноамериканци | 0 (0,0%) | 25 (9,9%)   |
| Укупно            | 0        | 253         |